# Pawłów Dolny
Pawłów Dolny [pronunciación en polaco: /ˈpavwuf ˈdɔlnɨ/] es un pueblo ubicado en el distrito administrativo de Gmina Wola Krzysztoporska, dentro del distrito de Piotrków, voivodato de Łódź, en Polonia central. Se encuentra aproximadamente a 8 kilómetros al suroeste de Wola Krzysztoporska, a 17 kilómetros al suroeste de Piotrków Trybunalski, y a 54 kilómetros al sur de la capital regional Łódź.